# Lucien Mérignac
Louis Lucien Mérignac (París, 5 d'octubre de 1873 – 1 de març de 1941) va ser un tirador d'esgrima francès que va competir a cavall del segle xix i el segle xx. El 1900 va prendre part en els Jocs Olímpics de París, en què guanyà la medalla d'or en la prova de floret professional.